# 月亭八織
月亭 八織（つきてい はおり、1980年1月21日 - ）は、滋賀県
大津市出身の落語家。吉本興業所属。本名は柴栄 佳美。
初舞台は2014年12月11日の「八方会」。犬好きなことから、創作落語「お犬様」を披露。大阪市福島区住みます芸人として活動中。

## 来歴・人物
- 小学生のころから芸能の世界にあこがれ、入門前は、テレビ、映画、舞台などで女優として活動し、月亭八方、月亭八光とよろず刑事で競演したことがある[2]。また、ワークショップで指導を受けた後藤ひろひととは今でも交流がある。
- 友人に天満天神繁昌亭の昼席に誘われたことがきっかけで落語に出会い、自分の芝居に役立つかも…と刺激を受けて繁昌亭落語家入門講座を受講。繁昌亭のお茶子を経て、2014年6月1日、八方に入門した[1][2]。
- 昆虫博士である父の影響で、趣味は昆虫観察。絵を書くのが得意で、チラシのイラストに師匠の似顔絵などを書くこともある。

## 過去の出演番組

### テレビ
- よろず刑事（2006年、朝日放送）
- さんまのまんま ～2014大阪から生放送SP～（2014年11月22日、フジテレビ）
- なるみ・岡村の過ぎるTV（2015年6月14日、朝日放送）

### ツイキャス
- らくloveご。～ラジオへの道～　※不定期配信。林家愛染、桂三語とともに主演（2018年3月28日終了）

## 舞台
- 世界名作シリーズ「ロミオとジュリエットと吉本新喜劇」（2017年6月11日～16日、なんばグランド花月）